# Dyavasandra, Kanakapura
Dyavasandra là một làng thuộc tehsil Kanakapura, huyện Ramanagara, bang Karnataka, Ấn Độ.